# Fantasiestücke für Clarinette und Pianoforte
Fantasiestücke für Clarinette und Pianoforte is een compositie van Niels Gade. Het is een werk in vier delen dat Gade rond 1864. 
De vier delen zijn alleen met tempoaanduidingen gegeven:
1. Andantino con moto
2. Allegro vivace
3. Ballade in moderato
4. Allegro molto vivace

Er is ook een versie voor viool (Gades eigen instrument) en piano.
Het werk is geliefd bij klarinettisten. Het vierde deel is opgenomen in het leerboek voor klarinettisten van Ewald Koch, Neue Schule für Klarinette, Band II.
Van dit relatief onbekende werk, zijn in 2013 relatief veel opnamen verschenen, zelfs de beroemde Walter Boeykens heeft het werk opgenomen. Mozart Petersen was een bekend Deens klarinettist in die dagen.